# Symphyotrichum novae-angliae
L'astro del New England (nome scientifico Symphyotrichum novae-angliae (L.) GL Nesom, 1994)  è una specie di pianta angiosperma dicotiledone della famiglia delle Asteraceae (sottofamiglia Asteroideae, tribù Astereae (North American lineage) e sottotribù Symphyotrichinae).

## Etimologia
L'etimologia del genere (Symphyotrichum) deriva da due parole greche "sinfisi" (= tenere insieme, crescere insieme) e "trichos" o "trichinos" (= capelli, un solo capello). L'epiteto specifico (novae-angliae) indica una possibile zona d'origine del fiore.
Il binomio scientifico attualmente accettato (Symphyotrichum novae-angliae) è stato proposto inizialmente da Carl von Linné (1707 – 1778) biologo e scrittore svedese, considerato il padre della moderna classificazione scientifica degli organismi viventi, e definito ulteriormente dal botanico L. Guy Nesom (1945 -) nella pubblicazione “Phytologia” nel 1994.

## Descrizione

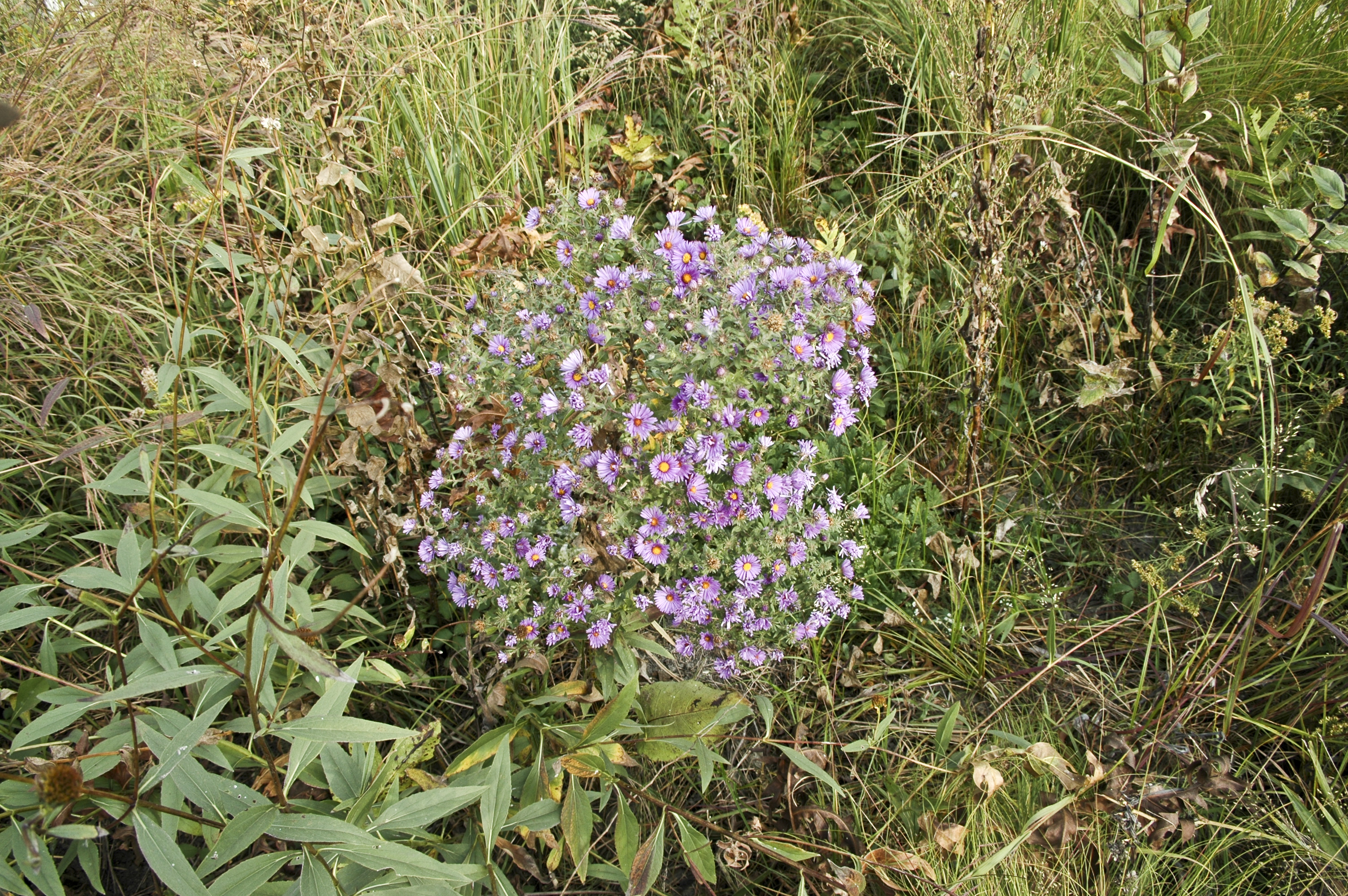
Il portamento

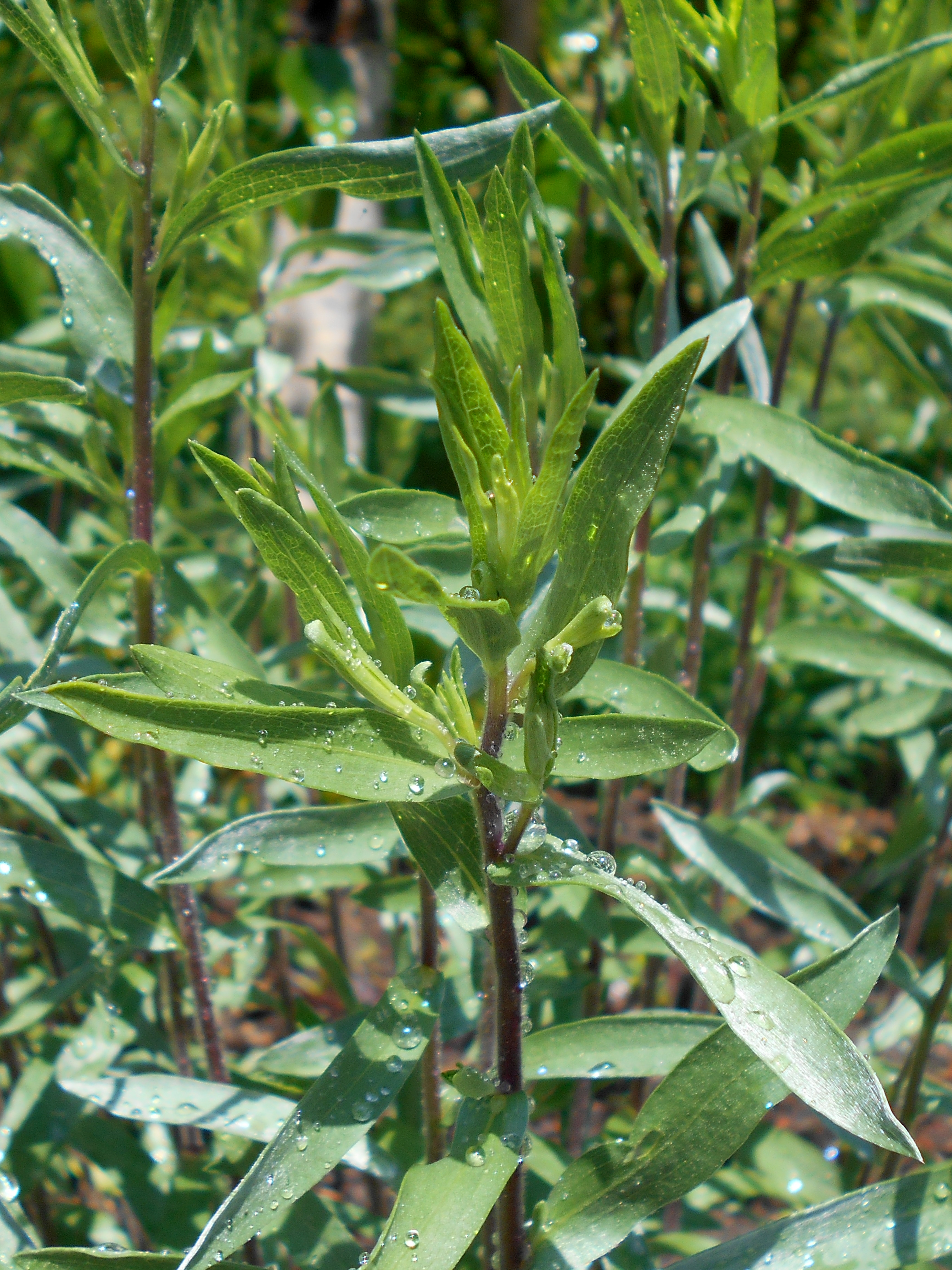
Le foglie

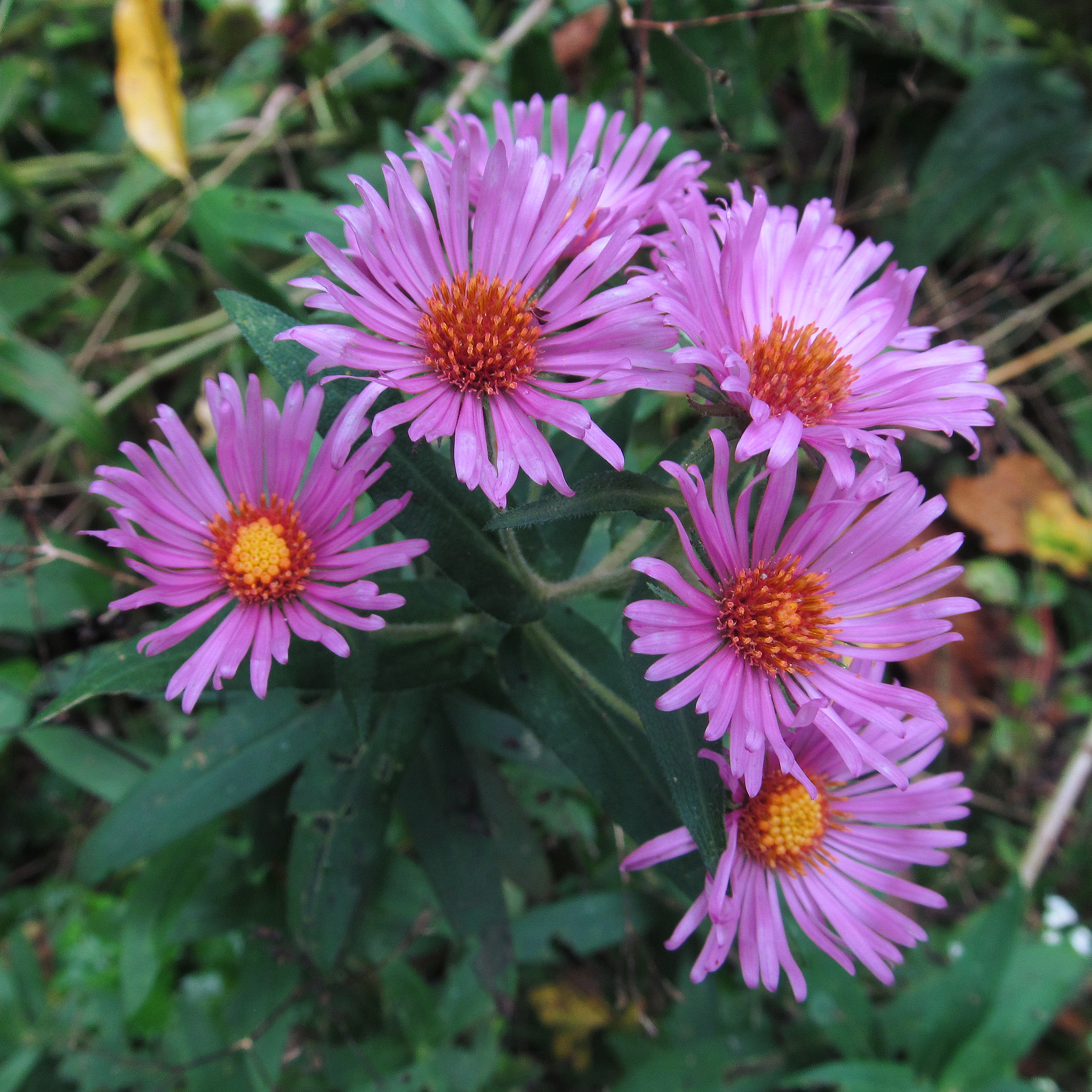
Infiorescenza

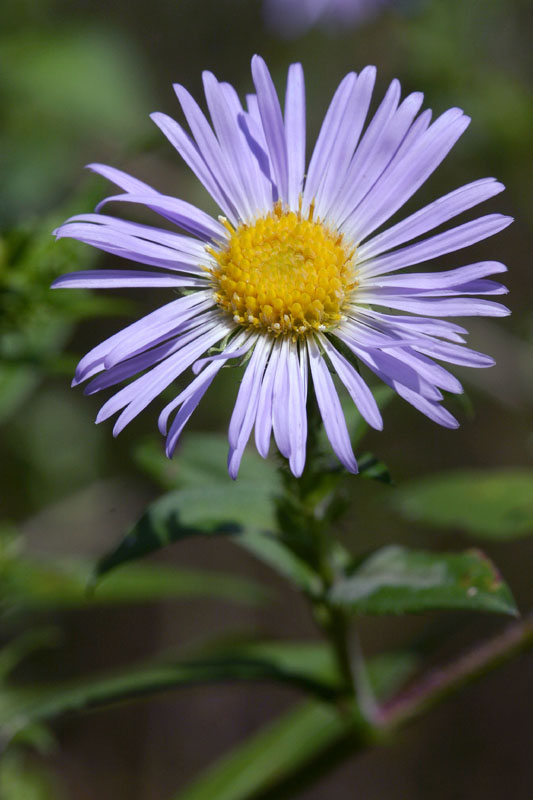
I fiori

Portamento. La specie di questa voce ha un habitus di tipo erbaceo perenne. L'aspetto è cespitoso con diversi gambi (1 – 5 e più). La forma biologica prevalente è emicriptofita scaposa (H scap), ossia sono piante erbacee perenni con gemme svernanti al livello del suolo e protette dalla lettiera o dalla neve e dotate di un asse fiorale più o meno eretto.
Radici. Le radici sono fitte e secondarie da rizoma.
Fusto. Queste piante possono essere alte da 5 a 12 dm (massimo 15 dm). 
- Parte ipogea: la parte sotterranea del fusto consiste in un rizoma.
- Parte epigea: la parte aerea del fusto è ramificata con diversi capolini terminali (da 10 a 20 o più); nella parte alta il fusto è reso vischioso da peli ghiandolari; la parte bassa spesso è legnosa; il colore del fusto è marrone con sfumature violette nella parte apicale.

Foglie. Dimensione delle foglie: larghezza 1 – 2,5 cm; lunghezza 5 – 13 cm. 
- Foglie basali: il colore delle foglie basali è verde scuro a consistenza membranosa un po' rigida; i margini sono sottili, interi (o debolmente denti) e cigliati; la superficie è più o meno pubescente con tre nervi; la forma è lanceolata e sono disposte in modo patente (e sono sessili).
- Foglie cauline: le foglie lungo il fusto sono disposte in modo alterno, sono simili a quelle inferiori ma più ridotte (le foglie dei rami sono ancora più piccole) e con base allargata (cuoriforme); sono sub-sessili.

Infiorescenza. Le sinflorescenze sono composte da diversi capolini raccolti in varie formazioni. La disposizione dei capolini è su più rami in forma di pannocchia, di racemo oppure di corimbo; a volte le sinflorescenze sono molto ramose con diramazioni secondarie. Le infiorescenze vere e proprie sono composte da un capolino terminale peduncolato di tipo radiato con fiori eterogami. Alla base dell'infiorescenza sono presenti delle brattee fogliacee (da 1 a 4) pubescenti a forma strettamente lanceolata. I peduncoli sono pelosi con peli ghiandolari. I capolini sono formati da un involucro, con forme da cilindriche o emisferiche a campanulate, composto da 7 - 9 brattee, al cui interno un ricettacolo fa da base ai fiori di due tipi: fiori del raggio e fiori del disco. Le brattee, sono lesiniformi a consistenza vischiosa e a consistenza erbacea nella parte apicale, sono disposte in modo più o meno embricato su 3 - 5 serie. Il ricettacolo, bucherellato, è nudo ossia senza pagliette a protezione della base dei fiori; la forma è piatta. Lunghezza dei peduncoli: 0,3 – 4 cm. Diametro dei capolini: 2 – 4 cm. Diametro dell'involucro: 5 – 15 mm.
Fiori.  I fiori sono tetra-ciclici (formati cioè da 4 verticilli: calice – corolla – androceo – gineceo) e pentameri (calice e corolla formati da 5 elementi). Si distinguono in:
- fiori del raggio (esterni): sono da 50 a 75, sono femminili e disposti su una sola serie; la forma è ligulata (zigomorfa);
- fiori del disco (centrali): sono più numerosi (da 50 a 110) con forme brevemente tubulose (attinomorfe); sono ermafroditi.

- Formula fiorale:

*/x K {\displaystyle \infty }, [C (5), A (5)], G 2 (infero), achenio
- Calice: i sepali del calice sono ridotti ad una coroncina di squame.

- Corolla: dimensione dei fiori ligulati: larghezza 0,8 – 1,3 mm; lunghezza 9 – 13 mm. Lunghezza dei fiori tubulosi: 4,5 – 5,5 mm;
  - fiori del raggio: la forma della corolla alla base è più o meno tubulosa-imbutiforme, mentre all'apice è prolungata in una ligula nastriforme lanceolata o quasi lineare; la ligula può terminare con alcuni dentelli; il colore varia da azzurro pallido quasi violetto a lilla (ma anche rosei o rossi);
  - fiori del disco: la forma è tubulare bruscamente divaricata in 5 lobi; i lobi, patenti o eretti, hanno una forma deltata o più o meno lanceolata; il colore è giallo/arancio;  dimensione dei lobi: 0,4 – 0,7 mm;

- Androceo: l'androceo è formato da 5 stami sorretti da filamenti generalmente liberi; gli stami sono connati e formano un manicotto circondante lo stilo; le teche (produttrici del polline) alla base sono troncate e sono lievemente auricolate (molto raramente sono speronate o hanno una coda); le appendici apicali delle antere hanno delle forme piatte e lanceolate; il tessuto endoteciale (rivestimento interno dell'antera) è quasi sempre polarizzato (con due superfici distinte: una verso l'esterno e una verso l'interno). Il polline è sferico con un diametro medio di circa 25 micron;  è tricolporato (con tre aperture sia di tipo a fessura che tipo isodiametrica o poro) ed è echinato (con punte sporgenti).[9][13]

- Gineceo: l'ovario è infero uniloculare formato da 2 carpelli.[5] Lo stilo è unico, appiattito e terminante in uno stigma bifido con appendici sterili e brevi peli.

- Antesi: da agosto a novembre.

Frutti. I frutti sono degli acheni con pappo; l'achenio è sormontato da un pappo setoloso e scuro (viola opaco o marrone). La forma è oblunga ma non è compresso. La superficie è percorsa da 7 – 10 nervature longitudinali. Dimensione del frutto: larghezza 0,6  – 1 mm; lunghezza 1,8 – 2,5 mm. Lunghezza del pappo: 4,5 – 6 mm.

## Biologia
Impollinazione: tramite insetti (impollinazione entomogama tramite farfalle diurne e notturne).

Riproduzione: la fecondazione avviene fondamentalmente tramite l'impollinazione dei fiori.

Dispersione: i semi cadono a terra e vengono dispersi soprattutto da insetti come formiche (disseminazione mirmecoria). Un altro tipo di dispersione è zoocoria: gli uncini delle brattee dell'involucro (se presenti) si agganciano ai peli degli animali di passaggio che portano così i semi anche su lunghe distanze. Inoltre per merito del pappo il vento può trasportare i semi anche per alcuni chilometri (disseminazione anemocora).

## Distribuzione e habitat

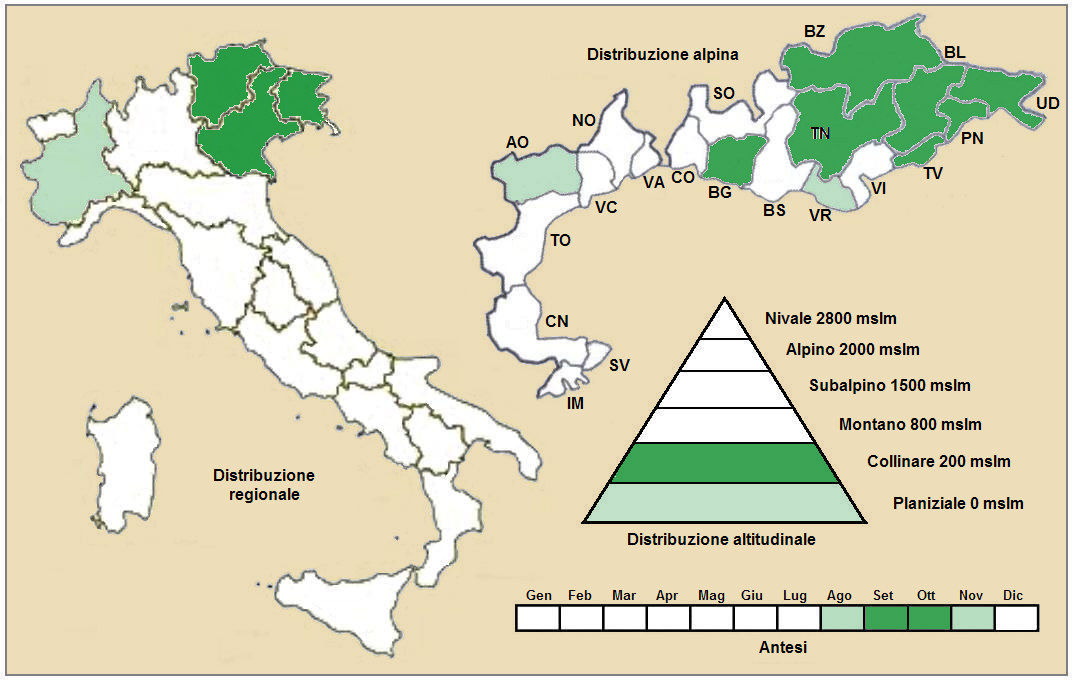
Distribuzione della pianta
(Distribuzione
regionale – Distribuzione alpina)

Geoelemento: il tipo corologico (area di origine) è Nordamericano (in Italia è Avventizio).
Distribuzione: in Italia questa specie è distribuita con sicurezza solamente nel Veneto (e regioni confinanti), ma nella maggior parte è coltiva per ornamento e se si trova spontanea viene considerata esotica naturalizzata. Nelle Alpi, fuori dai confini italiani, è presente nelle seguenti località: Francia (dipartimenti di Hautes-Alpes, Drôme e Alta Savoia), Svizzera (cantoni Berna, Vallese e Ticino), Austria (Länder del Tirolo Settentrionale, Carinzia e Stiria) e Slovenia. Sugli altri rilievi europei si trova nei Vosgi, Massiccio del Giura e Massiccio Centrale. Inoltre è molto comune nel Nord America (luogo di origine).
Habitat: è presente nei coltivi e sub-spontanea presso gli abitati; ma anche negli ambienti ruderali, aree abbandonate, scarpate e i megaforbieti collinari e popolamenti a felci. Il substrato preferito è sia calcareo che siliceo con pH neutro e terreno ad alti valori nutrizionali che deve essere mediamente umido.
Distribuzione altitudinale: sui rilievi alpini, in Italia, queste piante si possono trovare fino a 500 m s.l.m.; frequentano quindi i seguenti piani vegetazionali: collinare (oltre a quello planiziale – a livello del mare). 

## Fitosociologia
Dal punto di vista fitosociologico alpino la specie di questa voce appartiene alla seguente comunità vegetale:
Formazione: delle comunità delle macro- e megaforbie terrestri
Classe: Filipendulo-Convolvuletea
Ordine: Convolvuletalia
Alleanza: Convolvulion sepium

## Sistematica
La famiglia di appartenenza di questa voce (Asteraceae o Compositae, nomen conservandum) probabilmente originaria del Sud America, è la più numerosa del mondo vegetale, comprende oltre 23.000 specie distribuite su 1.535 generi, oppure 22.750 specie e 1.530 generi secondo altre fonti (una delle checklist più aggiornata elenca fino a 1.679 generi). La famiglia attualmente (2021) è divisa in 16 sottofamiglie; la sottofamiglia Asteroideae è una di queste e rappresenta l'evoluzione più recente di tutta la famiglia.

### Filogenesi
La tribù Astereae (una delle 21 tribù della sottofamiglia Asteroideae) comprende circa 40 sottotribù. In base alle ultime ricerche nella tribù sono stati individuati (provvisoriamente) 5 principali lignaggi. Il genere Symphyotrichum (insieme alla sottotribù Symphyotrichinae) è incluso nel lignaggio North American lineage.
La posizione tassonomica di questo fiore è in via di sistemazione. Dopo gli studi filogenetici di questi ultimi anni fatti sul genere Aster (genere cui questo fiore apparteneva precedentemente) è stato spostato nell'attuale genere (Symphyotrichum). Non tutte le checklist sono state aggiornate e alcune mantengono ancora la vecchia denominazione (Aster novae-angliae). 
Questo genere, essendo abbastanza numeroso, specialmente in America, viene suddiviso in cinque sottogeneri principali e varie sezioni e sottosezioni. Questa specie è descritta all'interno del subg. Virgulus (Raf.) Nesom .
I caratteri distintivi della specie di questa voce sono:
- il fusto è moderatamente o densamente pubescente (peli ghiandolari in alto);
- l'altezza massima della pianta è di 5 a 12 dm;
- i fiori ligulati sono colorati di blu, purpureo, rosa o viola.

Il basionimo per questa specie è: Aster novae-angliae L. (1753)
Il numero cromosomico di S. novae-angliae è: 2n = 10

### Sinonimi
Sono elencati alcuni sinonimi per questa entità:
- Aster novae-angliae L.
- Aster spurius var. novae-angliae  (L.) W.P.C.Barton
- Lasallea novae-angliae  (L.) Semple & Brouillet
- Virgulus novae-angliae  (L.) Reveal & Keener

### Specie simili
L'elenco seguente indica alcuni fiori simili all'astro della Nuova Inghilterra (a fianco sono indicate alcune caratteristiche utili a distinguerli da quelli di questa voce).
- Symphyotrichum novi-belgii (L.) GL Nesom - Astro americano: i capolini hanno un diametro minore e non sono presenti i peli ghiandolari.
- Aster amellus L. - Astro di Virgilio: la foglie basali sono picciolate, l'infiorescenza è più raccolta nella parte terminale del fusto e i capolini sono più piccoli.
- Aster alpinus L. - Astro alpino: è simile solamente nell'infiorescenza, altrimenti è una pianta molto più piccola.

## Usi
L'impiego maggiore di questo fiore è nel giardinaggio e nel commercio dei fiori. Diversi cultivar sono stati sviluppati da varianti come Aster novae-angliae forma roseus (Desfontaines) Britton e Aster novae-angliae forma geneseensis House.